# Національна пам'ятка (Ірландія)

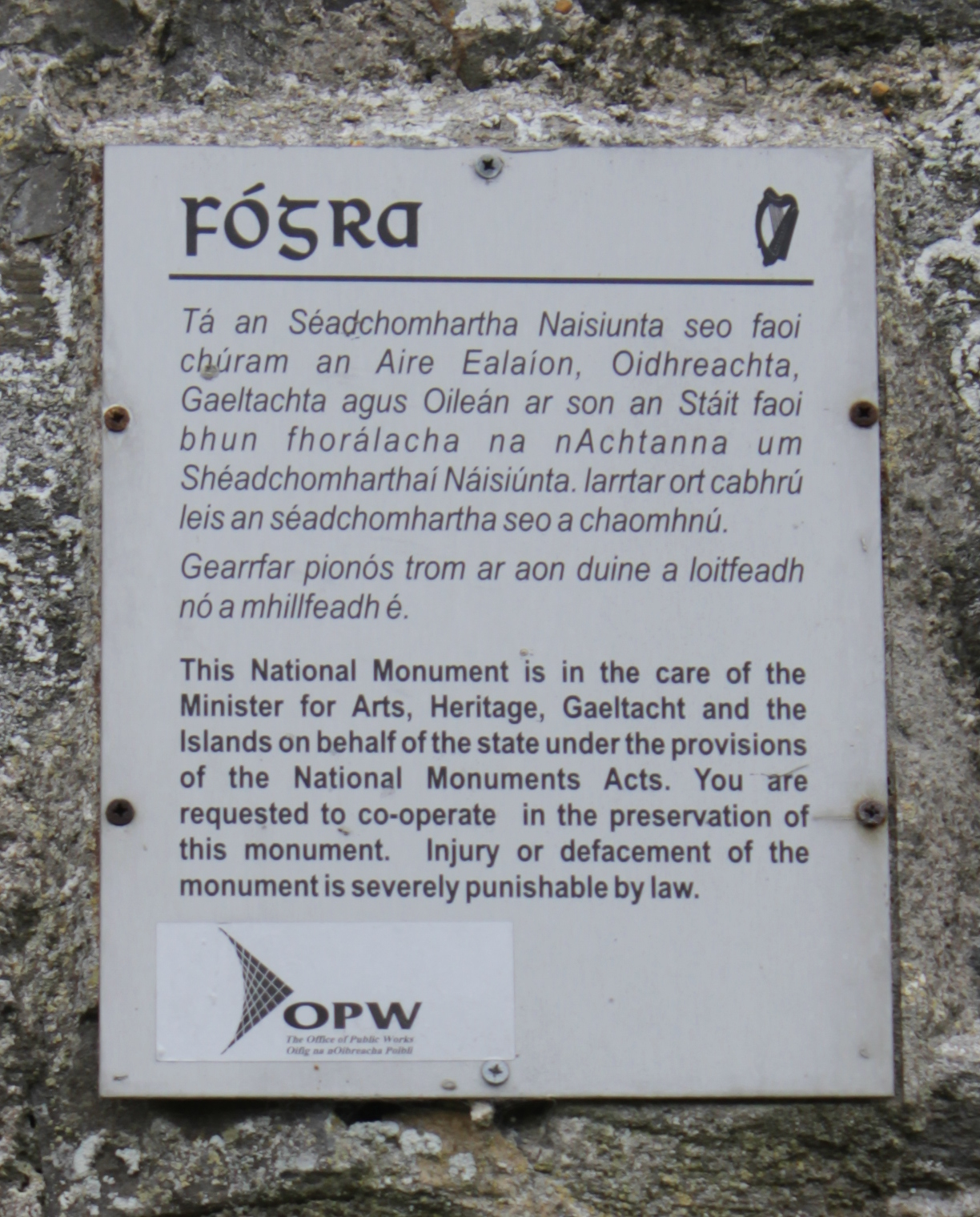
Фото стандартної інформаційної таблички, що розміщується на національних пам'ятках Ірландії

Національна пам'ятка (англ. National Monument) Ірландії — місце або будівля в Ірландії, які визнано об'єктом державної важливості і перебувають під захистом держави. У разі необхідності цей статус може отримати і земельна ділянка, на якій розташований Національний пам'ятник.

## Нормативно-правова база з охорони пам'яток
Національні пам'ятники Ірландії перебувають у віданні Національної служби пам'яток, яка в нині є підрозділом Міністерства мистецтв, спадщини та гелтахтів Ірландії. Офіційний статус «національна пам'ятка» надають об'єктам відповідно до національного закону про пам'ятки (англ. National Monuments Acts 1930 to 2004).
Першим правовим актом щодо захисту пам'яток старовини в Ірландії був Закон про охорону давніх пам'яток 1882 року. Після створення ірландської незалежної держави прийнятий новий закон — Закон про національні пам'ятки 1930 року (англ. National Monuments Act of 1930). Список національних пам'яток розширено, до 2010 року в країні налічувалося близько 1000 пам'яток у державній власності або під захистом держави, хоча цей перелік становить лише незначну частину виявленої археологічної спадщини Ірландії. Кожна національна пам'ятка Ірландії має індивідуальний номер (наприклад, скеля Кашел є національною пам'яткою № 128, Ньюгрейндж — № 147 тощо), при цьому пам'ятка з одним номером може бути набором об'єктів, як, наприклад, скеля Кашел.
Останній правовий акт щодо захисту пам'яток — National Monuments (Amendment) Act 2004 року — включає положення про можливість часткового або повного руйнування національних пам'яток із санкції уряду, якщо таке знищення проводиться в «суспільних інтересах». Згідно з повідомленнями ЗМІ, це положення прийнято для полегшення дорожнього руху, зокрема, для того щоб знести руїни національної пам'ятки — замку Каррікмайнс для побудови ділянки автомагістралі М50.

## Примітка
1. ↑  Homepage of the National Monument Service
2. ↑  National Monuments (Amendment) Act 2004
3. ↑  National Monuments Act, 1930 — Irish Statute Book
4. ↑  National Monuments (Amendment) Act 2004, Section 5